# Flying Lotus
Steven Ellison (Los Angeles, 7 de outubro de 1983), conhecido por seu nome artístico Flying Lotus ou por vezes FlyLo, é um produtor musical, músico,  DJ, cineasta, e  rapper de Los Angeles, Califórnia. Ele também é o fundador da gravadora Brainfeeder.
Flying Lotus lançou seis álbuns de estúdio 1983 (2006), Los Angeles (2008), Cosmogramma (2010),  Until the Quiet Comes (2012), You're Dead! (2014) e ' 'Flamagra' '(2019) alcançando aclamação da crítica. Ele produziu grande parte das bumper music do bloco de programação do Adult Swim do Cartoon Network. Ele também contribuiu com remixes para outros artistas da Plug Research, incluindo Mia Doi Todd].
Em 2012, Ellison começou a fazer rap sob a persona  'Captain Murphy' , baseado no personagem  Sealab 2021  de mesmo nome. Ellison manteve esse fato em segredo por vários meses, finalmente revelando sua identidade várias semanas após o lançamento de seu primeiro rap mixtape: Duality